# Bondoufle
Bondoufle  [bɔ̃d̪ufl] je obec v jihovýchodní části metropolitní oblasti Paříže ve Francii v departmentu Essonne a regionu Île-de-France. Leží 27 kilometrů od Paříže.

## Geografie
Sousední obce: Ris-Orangis, Courcouronnes, Lisses, Vert-le-Grand, Le Plessis-Pâté a Fleury-Mérogis.
Části obce: Les Béguines, Victor Hugo, La Coulée Verte, Les Verts Domaines, La Forge, L'Orée du Golf, Le Golf, Les Héliotropes, La Haie Fleurie, Le Vieux Village, Les Losanges, Les Demoiselles, Les Saplos, Les Coccinelles.

## Jméno
Název obce je odvozen z latinsko-galského pojmenování místa - Bonduflus. Finální podoba byla vytvořena v roce 1801.

## Památky
- kostel sv. Diviše a sv. Fiakra

## Vývoj počtu obyvatel
Počet obyvatel

## Doprava
Obec je dostupná několika linkami autobusu.

## Partnerská města
- Nörten-Hardenberg
- Tolosa